# رایمار لوست
 رایمار لوست (آلمانی: Reimar Lüst؛ زاده ۲۵ مارس ۱۹۲۳ - درگذشته ۳۱ مارس ۲۰۲۰) یک فیزیک‌دان اهل آلمان بود.